# Gaetano Bedini
Gaetano Bedini, italijanski rimskokatoliški duhovnik, škof in kardinal, * 15. maj 1806, Senigallia, † 6. september 1864.

## Življenjepis
20. decembra 1828 je prejel duhovniško posvečenje.
15. marca 1852 je bil imenovan za naslovnega nadškofa Teb; 18. marca istega leta je bil imenovan še za apostolskega nuncija. 4. julija 1852 je prejel škofovsko posvečenje.
20. junija 1856 je postal tajnik Kongregacije za propagando vere in 18. marca 1861 je bil imenovan za nadškofa (osebni naziv) škofije Viterbo e Tuscania.
27. septembra 1861 je bil povzdignjen v kardinala in imenovan za kardinal-duhovnika S. Maria sopra Minerva.